# Basiswert
Der Basiswert (auch Handelsobjekt; selten Bezugswert; englisch underlying) ist im Finanzwesen das einem Kassa- und Termingeschäft zugrundeliegende Wirtschaftsobjekt, das für die Erfüllung und Bewertung eines Finanzkontrakts als Grundlage dient.

## Allgemeines
Der Begriff wird zwar im Wertpapierhandelsgesetz (WpHG) häufig benutzt, aber nicht legaldefiniert. Es begnügt sich mit einer – nicht abschließenden – Aufzählung von Finanzprodukten, die zu den Termingeschäften gehören. Der Gesetzgeber hat die Form der nicht abschließenden Aufzählung gewählt, damit vom Gesetz bisher nicht erfasste neue Basiswerte einbezogen werden können, ohne das Gesetz ändern zu müssen. In der Fachliteratur wird der Basiswert oft auf Termingeschäfte eingeengt, denen er als Vertragsgegenstand zugrunde liegt. Doch auch bei Kassageschäften gibt es einen Basiswert, da ihnen wie bei Termingeschäften ein Handelsobjekt (Vertragsgegenstand) zugrunde liegt, das beim Settlement vom Verkäufer zu liefern und vom Käufer abzunehmen ist.

## Arten
Als Basiswerte kommen Finanzprodukte, Waren und Rohstoffe („Commodities“) vor.
- Finanzprodukte: Wertpapiere (Aktien und Schuldverschreibungen wie Staatsanleihen, Unternehmensanleihen, Wandelanleihen; Genussscheine, Investmentanteile), Geldmarktinstrumente, Derivate, Devisen, Edelmetalle, Sorten, Swaps oder andere handelbare Finanzinstrumente. Außerdem gelten nach § 2 Abs. 3 Nr. 2 WpHG auch Frachtsätze, Emissionsberechtigungen, Klima- oder andere physikalische Variablen (Wetterderivate), Inflationsraten oder andere volkswirtschaftliche Variablen oder sonstige Vermögenswerte, Indices (Preisindex, Aktienindex) oder Messwerte als Basiswert. Weitere Basiswerte wurden durch kasuistische Rechtsprechung hinzugefügt. Aktienindex- und Basket-Optionsscheine werden vom BGH als Börsentermingeschäfte angesehen, obwohl bei ihnen die Möglichkeit einer Glattstellung durch ein Gegengeschäft am Terminmarkt nicht besteht.[2] Basket-Optionen sind Basiswerte, bei denen nicht ein existierender Aktienindex, sondern ein individuell zusammengestellter Aktienkorb zugrunde liegt. Für Geschäfte mit selbständigen Bandbreiten-Optionsscheinen, bei denen wie bei anderen Optionsscheingeschäften die Kursspekulation im Vordergrund steht, gilt nichts anderes.[3]
- Commodities:
  - Waren: Getreide, Kartoffeln, Schweinehälften, Zucker oder Orangensaftkonzentrate,
  - Rohstoffe: Rohöl, Erdgas, Strom, Edelmetalle, Kupfer oder Eisen.

Waren (englisch Commodities) sind gemäß § 2 Abs. 5 WpHG definiert als fungible Wirtschaftsgüter, die geliefert werden können; dazu zählen auch Metalle, Erze und Legierungen, Agrarprodukte und Energien wie elektrischer Strom.
Von 2002 bis 2007 konnten an der Chicagoer Börse als Economic Derivatives bezeichnete Makroderivate erworben werden, die von makroökonomischen Größen abhingen.

## Inhalt
Nicht immer ist der Basiswert physisch konkret vorhanden und bestimmbar wie etwa bei Edelmetallen. Bei einer Finanzinnovation wie den Wetterderivaten ist das Gut physisch nicht greifbar und abstrakt, bei Messwerten lediglich ablesbar (wie die Temperatur). Physisch vorhanden ist bei einem DAX-Future der Aktienkorb (englisch Stock basket), einer auf der Grundlage eines Aktienindex gebildeten Zusammenstellung von Aktien. Beim Bund-Future liegt zwar eine gedachte Bundesanleihe zugrunde, die jedoch in Form einer physisch vorhandenen geliefert werden kann. Bei Kreditderivaten wie dem Credit Default Swap hat sich anstatt Basiswert der Ausdruck „Referenzaktivum“ (für die zugrunde liegenden Kredite) oder „Referenzschuldner“ (für den Kreditnehmer) eingebürgert.

## Standardisierung
Basiswerte müssen standardisierbar sein, also homogene Typen, Maße oder Qualität besitzen. Grund ist die größere Verkehrsfähigkeit, so dass die Marktteilnehmer nicht die individuellen Eigenschaften eines Basiswerts hinterfragen müssen. Dadurch brauchen die Basiswerte nicht mehr am Ort des Verkäufers präsent zu sein, so dass ihr Handel an der Börse möglich ist. Fremdwährungen sind die standardisierte Form bei Devisen, Barren bei Edelmetallen, Brent Crude Oil bei Rohöl. Finanzinstrumente besitzen den höchsten Standardisierungsgrad, denn international werden ihnen üblicherweise die Vertragsstandards der International Swaps and Derivatives Association (ISDA) zugrunde gelegt, die den Basiswert genau definieren.

## Sonstiges
In der Statistik wird der Grundwert zuweilen auch Basiswert genannt. Eine Bezugsgröße hierfür ist das Basisjahr.